# Ted Curson
Theodore Curson, detto Ted (Filadelfia, 3 giugno 1935 – Montclair, 4 novembre 2012), è stato un trombettista statunitense.

## Carriera
È conosciuto tra l'altro per aver registrato e collaborato con Charles Mingus negli anni '60 in dischi come Mingus!, Mingus Revisited, Mingus at Antibes e Charles Mingus Presents Charles Mingus. Ha anche lavorato al fianco di Cecil Taylor, Archie Shepp e Andrew Hill.

## Discografia parziale
- 1961 – Plenty of Horn
- 1962 – Ted Curson Plays Fire Down Below
- 1964 – Tears for Dolphy
- 1965 – The New Thing & the Blue Thing
- 1966 – Urge
- 1964-66 – Flip Top[1]
- 1970 – Ode to Booker Ervin
- 1971 – Pop Wine
- 1973 – Cattin' Curson / Typical Ted
- 1974 – Quicksand
- 1976 – Blue Piccolo / Ted Curson and Co.
- 1976 – Jubilant Power
- 1978 – Blowin' Away
- 1979 – The Trio
- 1980 – I Heard Mingus
- 1980 – Snake Johnson
- 1996 – Traveling On
- 1999 – Sugar 'n Spice
- 2007 – Ted Curson in Paris: Live at the Sunside
- 2012 – Live in Paris: Plays the Music of Charles Mingus